# Härtsfeld

Karte des Härtsfeld

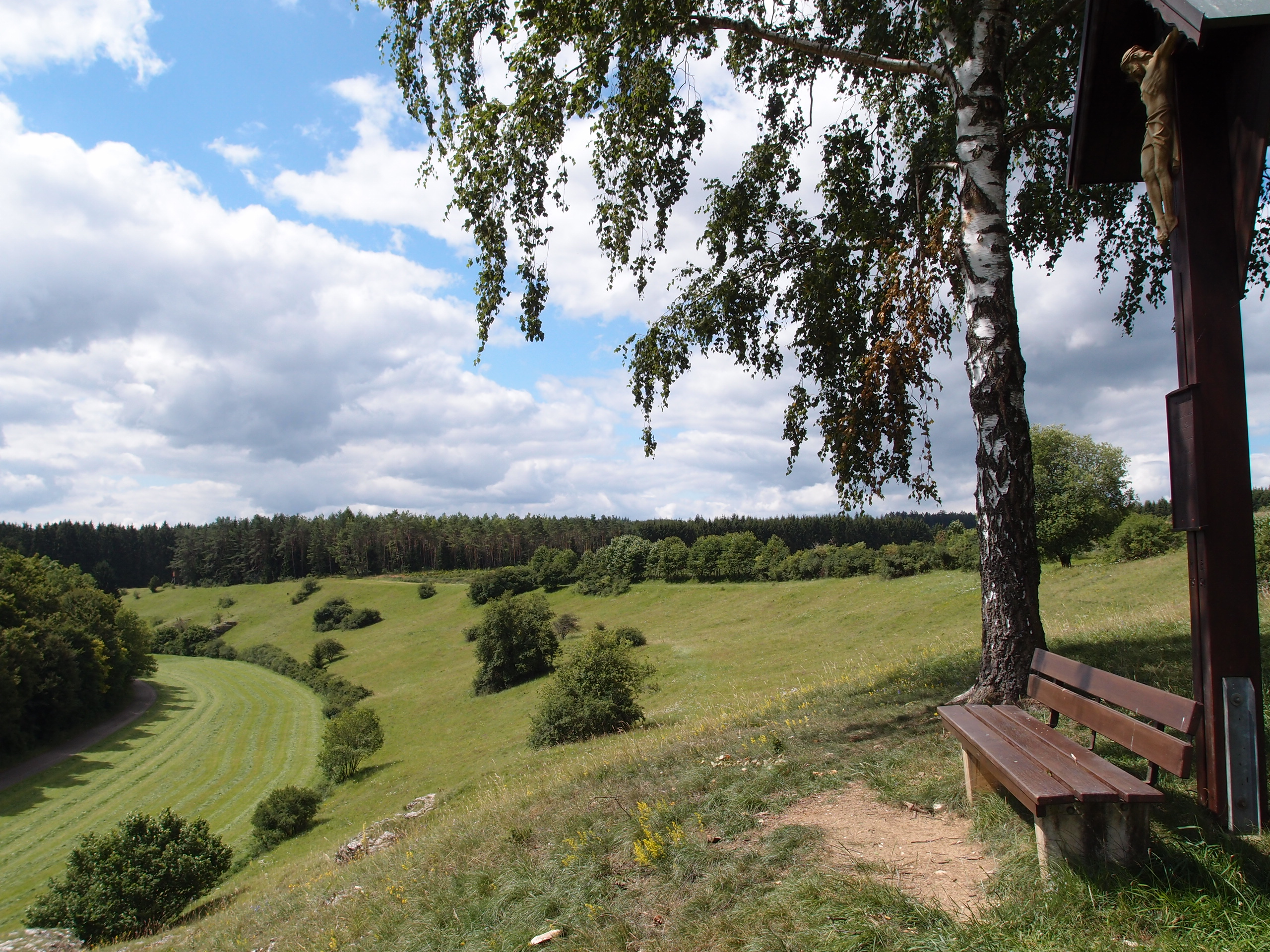
Naturschutzgebiet Dossinger Tal zwischen Dorfmerkingen und Dossingen, ein charakteristisches Karst-Trockental

Das Härtsfeld ist eine Hochfläche im Osten der Schwäbischen Alb in Baden-Württemberg. Die Region liegt zwischen Aalen, Bopfingen, Neresheim und Heidenheim an der Brenz. Es ist eine eher karge, gering besiedelte Jurahochfläche.
Die wichtigsten Orte auf dem Härtsfeld sind Dischingen, Nattheim, Großkuchen, Fleinheim, Auernheim, Steinweiler, Neresheim und dessen Ortsteile Stetten, Elchingen, Dorfmerkingen und Ohmenheim, die Bopfinger Stadtteile Unterriffingen, Oberriffingen, Dorfen und Härtsfeldhausen sowie die Aalener Stadtteile Ebnat und Waldhausen.

## Naturraum

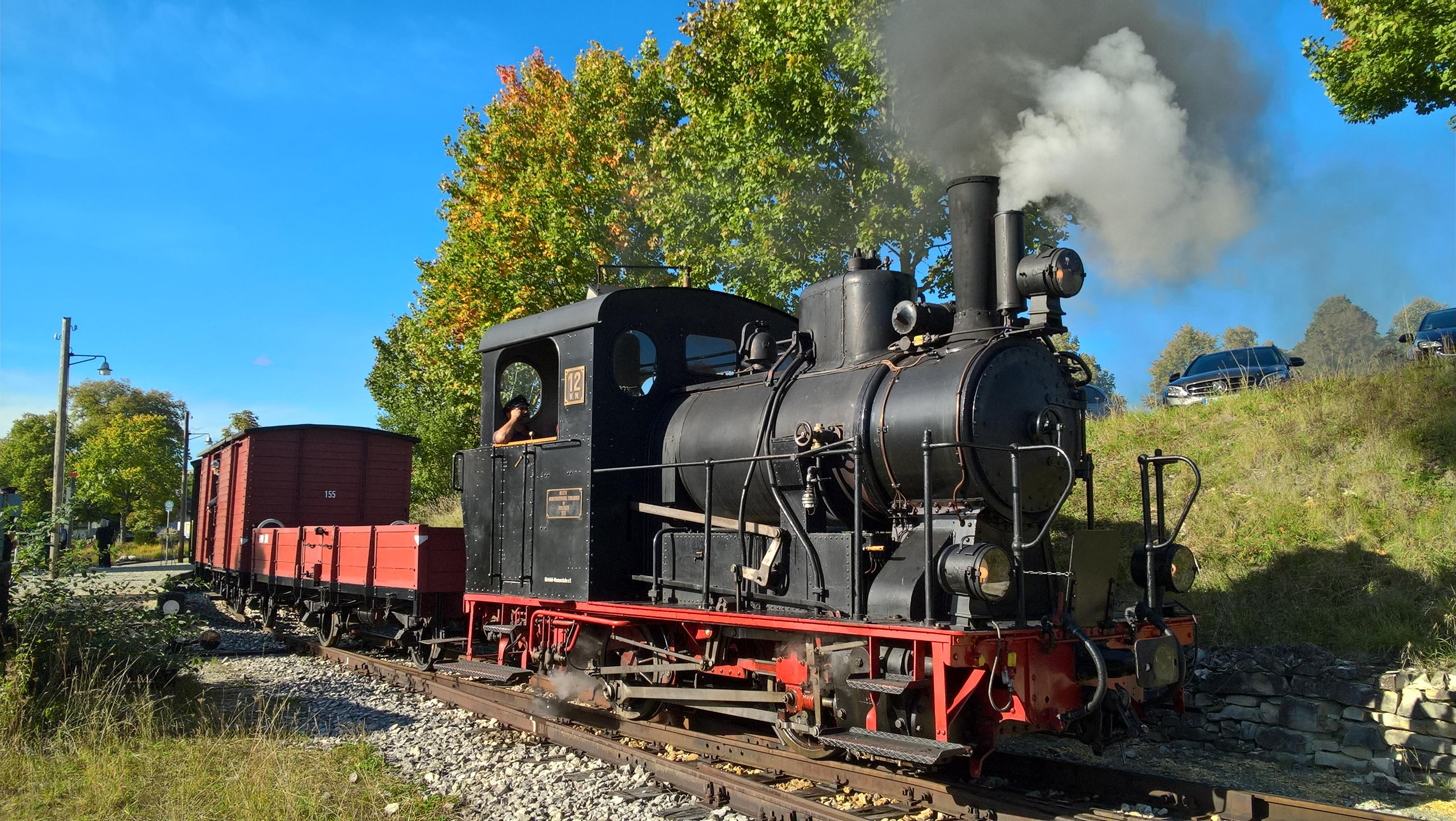
Härtsfeld-Museumsbahn Lok 12

Das Härtsfeld ist der östliche Teil des vom gemeinsamen Tal des nordwärts fließenden Kochers und der südwärts fließenden Brenz geteilten Naturraumes Albuch und Härtsfeld. Es grenzt mit seinem Anteil am Albtrauf im Nordwesten und Norden an das Vorland der östlichen Schwäbischen Alb bzw. im Nordosten ans Nördlinger Ries, im Osten an die Riesalb, im Süden an die Lonetal-Flächenalb. Im Westen liegt jenseits der begrenzenden Talachse der Albuch.
Der größte Teil des Härtsfeldes, kleine Ränder im Norden am Albtrauf und im Westen zum Kocher-Brenz-Tal ausgenommen, ist eine nach Südsüdosten zur Donau abfallende Platte, deren Höhe zwischen 733 m ü. NN am Grünenberg bei Aalen-Himmlingen und 430 m ü. NN liegt.
Einige Trockentäler durchziehen das Härtsfeld. Diese Täler münden fast alle ins Egautal. Die Egau entspringt im Stadtgebiet von Neresheim. Sie wird von mehreren Karstaufbrüchen gespeist, der größte davon ist der Judengumpen. In niederschlagsarmen Perioden fallen diese Quellen trocken, so dass die Egau in ihrem Oberlauf oft kein Wasser führt.
- Egautal mit Stausee (Härtsfeldsee)
- Karstlandschaft mit typischer Wacholderheide:
  - Naturschutzgebiet Zwing – Wacholderheide mit Waldlehrpfad und Wisentweide[3]
  - Naturschutzgebiet Dossinger Tal mit Wacholderheiden und Jurafelsformationen

Die heutige Definition des Härtsfelds unterscheidet sich von der früherer Zeiten. So wurde das Härtsfeld im Jahre 1872 als Fläche nördlich der Linie Großkuchen-Neresheim-Kösingen bis zum Albabhang beschrieben. Den Rest des heutigen Härtsfelds nannte man zu dieser Zeit Junge Pfalz. Daran erinnert zum Beispiel noch die Gaststätte Junge Pfalz in Dischingen.

### Naturräumliche Gliederung

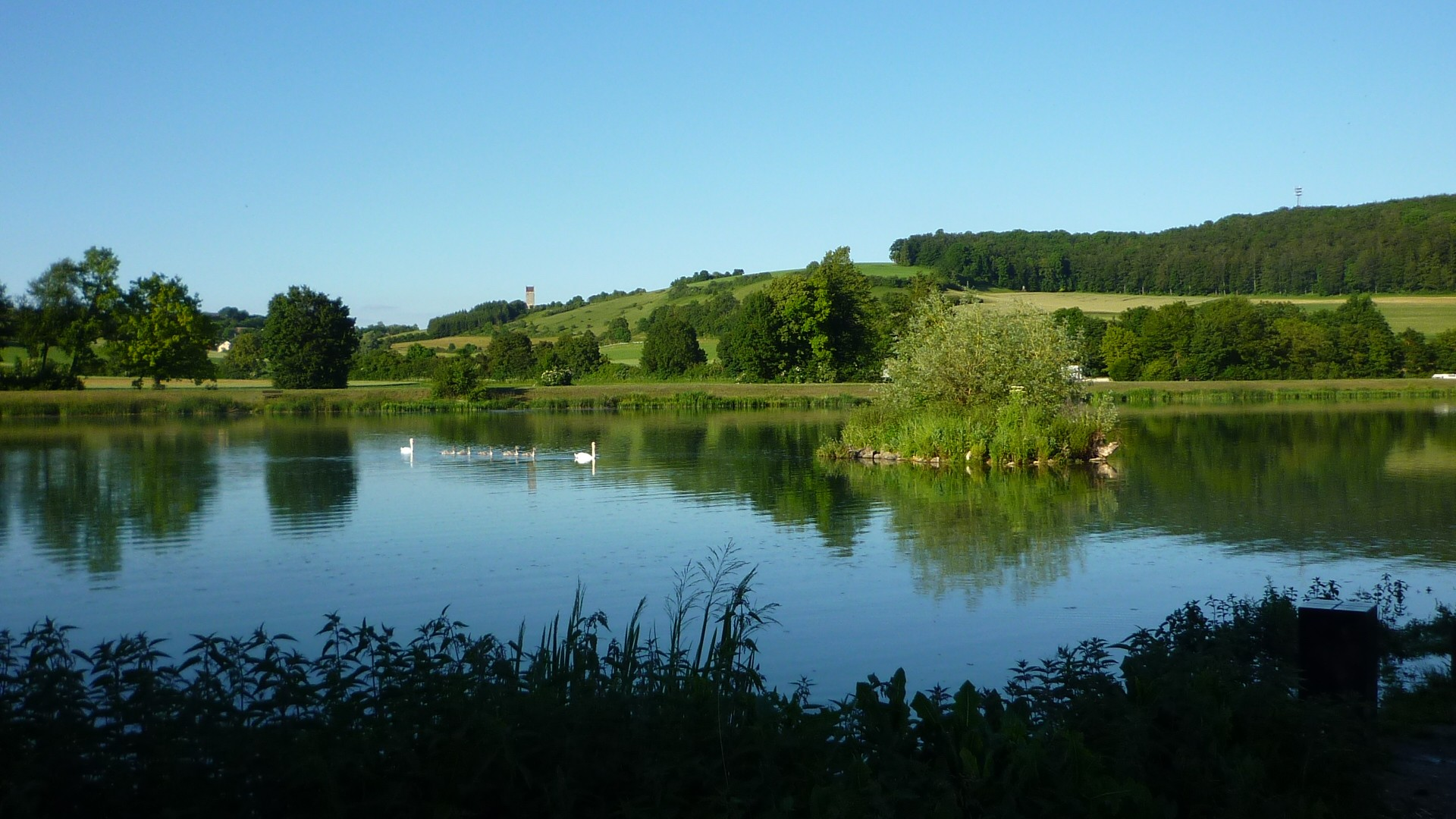
Härtsfeldsee mit der kleineren, der beiden Inseln. Im Hintergrund Burg Katzenstein.

Gemäß dem Handbuch der naturräumlichen Gliederung Deutschlands gehört das Härtsfeld zum Naturraum 096 Albuch und Härtsfeld.
Es wird naturräumlich in fünf Teileinheiten gegliedert.
- 096.3 Härtsfeld
  - 096.30 Nordwestliches Härtsfeld: Waldhausen mit Teilorten, Ebnat mit Teilorten, Hülen, Nietheim und Ochsenberg
  - 096.31 Südliches Härtsfeld: Nattheim mit Teilorten, Oggenhausen und Dischingen (nur Hauptort)
  - 096.32 Inneres Härtsfeld: Elchingen, Dorfmerkingen mit Teilorten, Neresheim (Kernstadt), Stetten, Ohmenheim mit Teilorten, Großkuchen mit Kleinkuchen, Steinweiler und Auernheim
  - 096.33 Nordöstliches Härtsfeld: Michelfeld, Unterriffingen mit Teilorten, Dorfen, Härtsfeldhausen, Schweindorf mit Teilorten, Kösingen mit Teilorten und Frickingen mit Iggenhausen
  - 096.34 Härtsfeld-Randhöhen: abgetrennt durch das Egertal,[2] mit Zeugenbergen wie Ipf und Erbisberg, jedoch ohne den schon im Vorland gelegenen Schlossberg Baldern

## Kulturraum

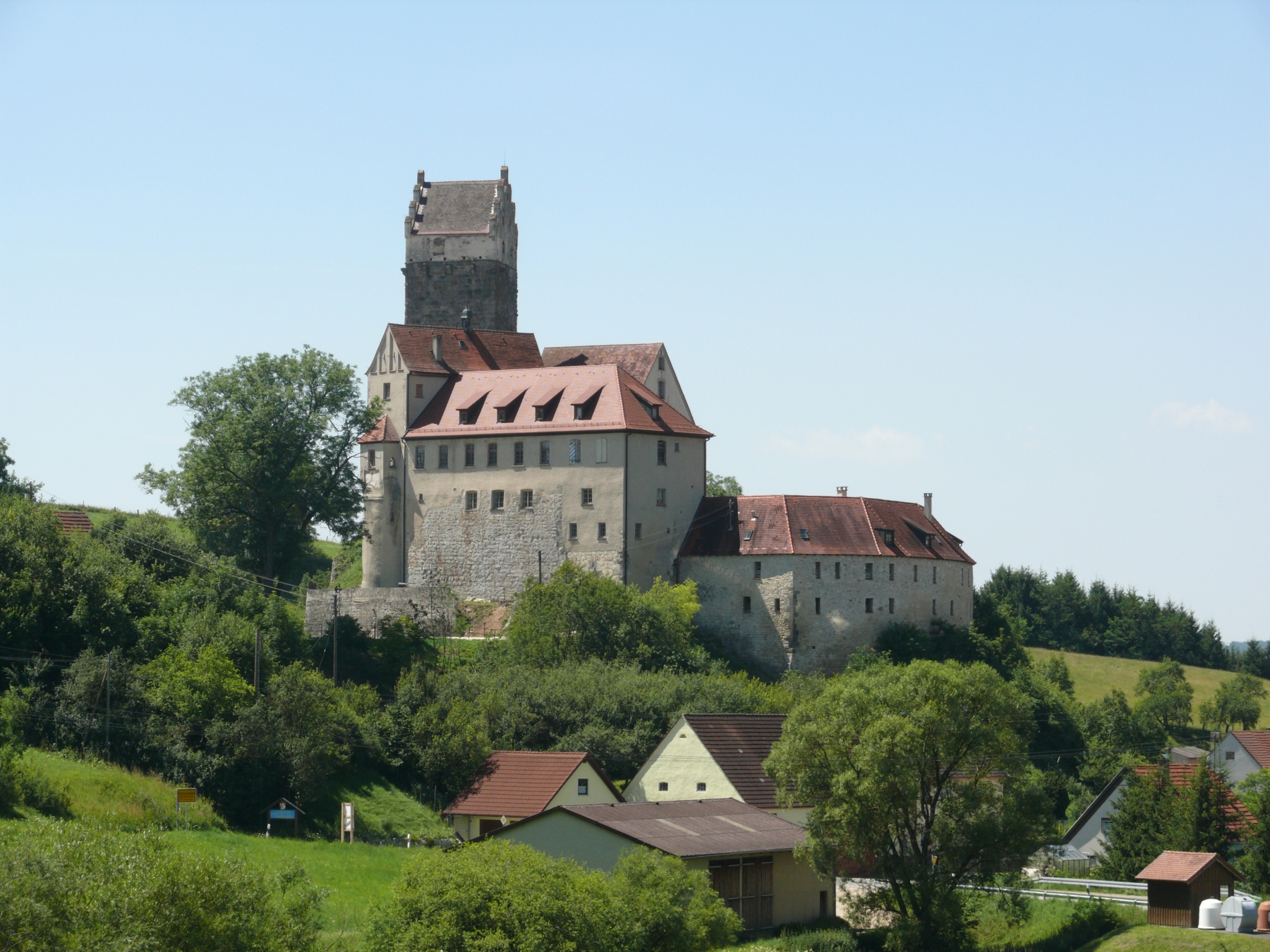
Burg Katzenstein bei Dischingen

Herausragende Sehenswürdigkeit des Härtsfeldes ist die Benediktinerabtei Neresheim. Das Benediktinerkloster wurde im Jahr 1095 gegründet. Die von Balthasar Neumann entworfene Klosterkirche ist einer der größten barocken Hallenbauten Süddeutschlands. In der Kirche befinden sich Kuppelfresken des Kirchenmalers Martin Knoller aus Steinach in Tirol. Die Hauptorgel der Abteikirche wurde 1792–1797 von Johann Nepomuk Holzhay aus Ottobeuren erbaut.
- Weitere kulturelle Einblicke bietet das Härtsfeldmuseum in Neresheim.
- Auf der Härtsfeldbahn werden historische Dampfzugfahrten veranstaltet.
- Quer durch das Härtsfeld führt eine alte Römerstraße, die zwischen Frickingen und Dehlingen als Radweg genutzt wird.
- Härtsfeldsee
- Verschiedene Keltenschanzen, z. B. bei Fleinheim, Rotensohl (Heidenheim), Härtsfeldhausen (Rötlesmühle).
- Egauwasserwerk bei Dischingen
- Heimatmuseum in Dischingen
- Burg Katzenstein, ist eine der ältesten erhaltenen Stauferburgen.

## Verkehr und Tourismus

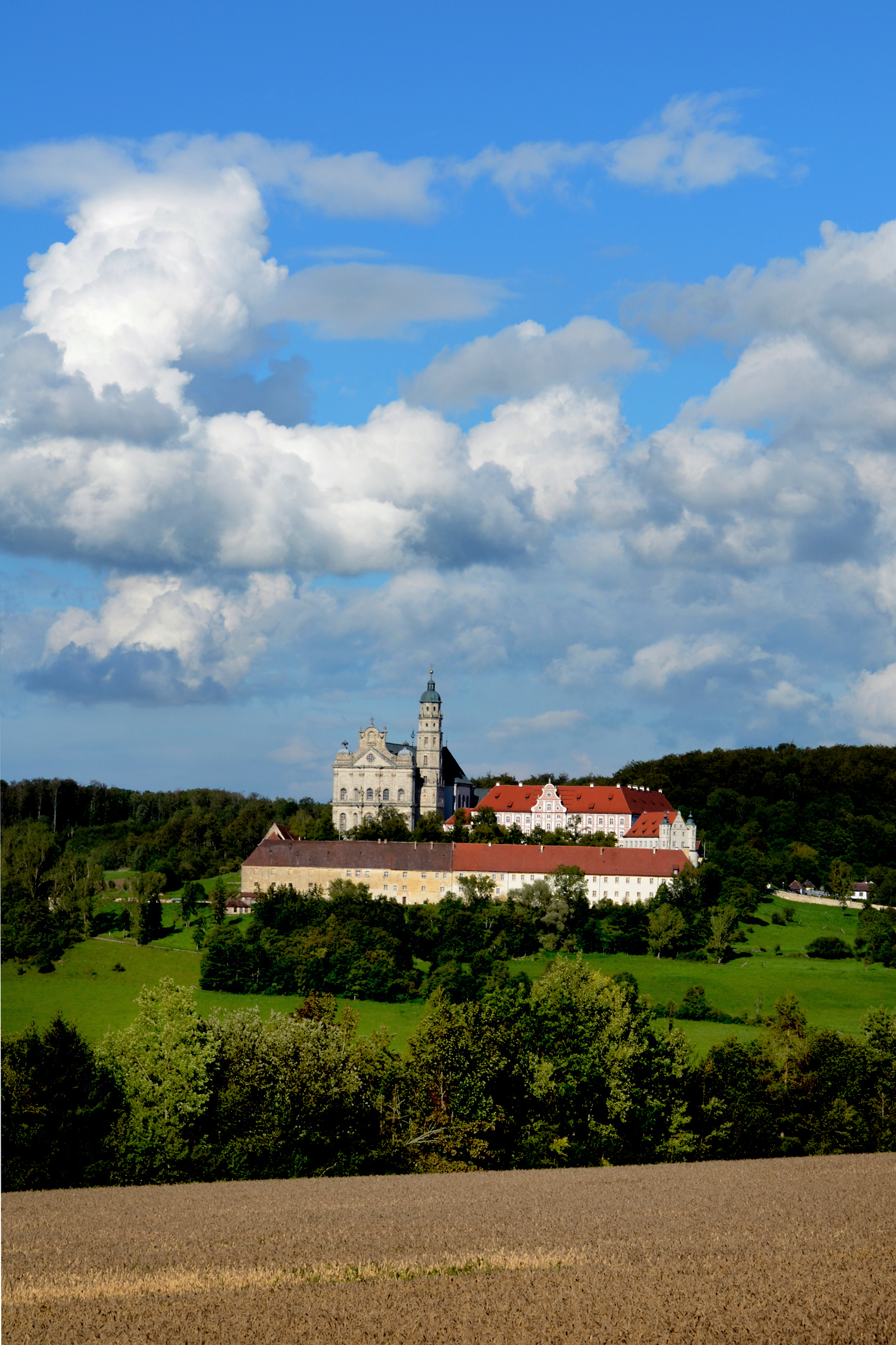
Abtei Neresheim

- Die meterspurige Härtsfeldbahn durchquerte von 1901 bis 1972 das Härtsfeld von Aalen nach Dillingen. Seit 2001 wird ein wiederaufgebauter Teil ab Neresheim als Museumsbahn befahren, seit 2021 führt die Bahn bis an den Härtsfeldsee.
- Die Bundesstraße 466 verläuft von Südwesten nach Nordosten quer durch das Härtsfeld.
- Die Bundesautobahn 7 (Würzburg–Ulm) verläuft am Westrand des Härtsfeldes, dort wurde ein Parkplatz „Härtsfeld“ benannt.
- Der von der Deutschen Jakobusgesellschaft betreute Jakobusweg I, auch Fränkischer Jakobsweg genannt, führt von Nürnberg und Nördlingen her kommend über Neresheim weiter nach Ulm. Von dort aus setzt er sich  über den Oberschwäbischen Jakobsweg fort in Richtung Santiago de Compostela.
- Der Hauptwanderweg 1 des Schwäbischen Albvereins (Albsteig) führt am Nordrand, der Hauptwanderweg 2 am Südrand des Härtsfeldes entlang.
- Der Albschäferweg erschließt dem Wanderer ebenfalls das Härtsfeld.
- Teile des Härtsfeldes liegen auf dem Gebiet des Geoparks Ries.
- Der Verkehrslandeplatz Aalen-Heidenheim bei Neresheim-Elchingen wird vom Luftsportring Aalen betrieben.
- An der Verbindungsstraße zwischen Rotensohl und Nietheim liegt eine Köhlerei. Seit 1816 wird dort in der sechsten Generation im Familienbetrieb Holzkohle produziert. Die Köhlerei kann von Interessierten besichtigt werden.